# Dypterygia fuscocana
Dypterygia fuscocana là một loài bướm đêm trong họ Noctuidae.